# Fear the Walking Dead
Fear the Walking Dead är en amerikansk TV-serie skapad av Robert Kirkman och Dave Erickson. Serien hade premiär i USA på kanalen AMC den 23 augusti 2015 och premiär i Sverige den 24 augusti 2015 på HBO Nordic. Serien är en följeserie till The Walking Dead. Serien utspelar sig i början av zombieapokalypsen i Los Angeles.
I december 2021 tillkännagavs det att Kim Dickens skulle återvända som Madison Clark i den sjunde säsongen, efter att senast medverkat i den fjärde säsongen där hennes karaktär troddes ha dödats.